# ネオレアリズモ
ネオレアリズモ（イタリア語: Neorealismo）とはイタリアにおいて、1940年代から1950年代にかけて特に映画と文学の分野で盛んになった潮流。イタリア・ネオリアリズムとも言われる。
リアリズムの方法で現実を描写する傾向は、当時のイタリアで支配的だったファシズム文化への抵抗として、また頽廃主義の克服として、1930年代ごろすでにあらわれ始めた新たな社会参加から生まれた。知識人は歴史的責任を自ら引き受けなければならず、人々の要求を代弁しなければならないという考え方が、この時期広まっていた。このため、ネオレアリズモの作家・映画人たちは、日常語を模範とした平易で直接的な言語を採用した。
ネオレアリズモが確固たる地位を得たのは1943年から1950年にかけてである。この時期はファシズムとナチズムに対する抵抗の時期であり、また戦後の混乱期であった。この間多くの作家が、初めはパルチザン闘争に、次いで政治的議論に関わりあった。パルチザン闘争、労働者の要求、市民の暴動といった主題が、この時期のネオレアリズモ映画やネオレアリズモ文学によく現れる。

## 映画におけるネオレアリズモ
この時期の映画は、内戦による恐怖と破壊を経験したあとで未来を築こうとあえいでいたイタリア社会に現れた問題や現実に題材をとっていた。ネオレアリズモ風の映画を製作した主な映画人としては、ロベルト・ロッセリーニ、ヴィットリオ・デ・シーカ、ルキノ・ヴィスコンティ、また脚本家のチェーザレ・ザヴァッティーニらが有名である。
日本では、1949年9月以降に『戦火のかなた』、『平和に生きる』、『靴みがき』などの作品が立て続けに封切りされて「イタリアのネオリアリズム作品」として扱われた。

### 代表的な映画
- 『無防備都市』ロベルト・ロッセリーニ（1945年）
- 『自転車泥棒』ヴィットリオ・デ・シーカ（1948年）
- 『揺れる大地』ルキノ・ヴィスコンティ（1948年）

## 文学におけるネオレアリズモ
ネオレアリズモという用語は初め、このような映画の方法を指すものとして考案されたが、次いで文学の領域に採り入れられた。同じ時期に、大勢の重要な作家たちがネオレアリズモ的な理念の影響を受けている。なかでも、エリオ・ヴィットリーニ、チェーザレ・パヴェーゼ、イタロ・カルヴィーノ、カルロ・レーヴィ、アルベルト・モラヴィアなどが知られている。

### 代表的な小説
- 『シチリアでの会話』エリオ・ヴィットリーニ（1941年）
- 『故郷』チェーザレ・パヴェーゼ（1941年）
- 『キリストはエボリに止りぬ』カルロ・レーヴィ（1945年）
- 『くもの巣の小道』イタロ・カルヴィーノ（1947年）

## 日本への影響
日本では、イタリアでの写実主義の運動に影響されて、1938年の映画「その夜の女」にて、松竹は”ネオ・リアリスモ”というサブタイトルをつけて、ジャーナリスティックな宣伝を行っている。